# Cantonul Breil-sur-Roya
Cantonul Breil-sur-Roya este un canton din arondismentul Nice, departamentul Alpes-Maritimes, regiunea Provence-Alpes-Côte d'Azur, Franța.

## Comune
- Breil-sur-Roya (reședință)
- Fontan
- Saorge